# Mastixia kaniensis
Mastixia kaniensis är en kornellväxtart. Mastixia kaniensis ingår i släktet Mastixia och familjen kornellväxter.

## Underarter
Arten delas in i följande underarter:
- M. k. kaniensis
- M. k. ledermannii